# العلاقات الدومينيكانية اللاتفية
العلاقات الدومينيكانية اللاتفية هي العلاقات الثنائية التي تجمع بين جمهورية الدومينيكان ولاتفيا.

## مقارنة بين البلدين
هذه مقارنة عامة ومرجعية للدولتين:
| وجه المقارنة                                              | جمهورية الدومينيكان | لاتفيا                                             |
| --------------------------------------------------------- | ------------------- | -------------------------------------------------- |
| المساحة (كم2)                                             | 48.67 ألف           | 64.59 ألف                                          |
| عدد السكان (نسمة)                                         | 10.40 مليون         | 1.93 مليون                                         |
| الكثافة السكانية (ن./كم²)                                 | 213.68              | 29.88                                              |
| العاصمة                                                   | سانتو دومينغو       | ريغا                                               |
| اللغة الرسمية                                             | اللغة الإسبانية     | اللغة اللاتفية                                     |
| العملة                                                    | بيزو دومنيكاني      | يورو، لاتس لاتفي، الروبل اللاتفي ‏، الروبل اللاتفي ‏ |
| الناتج المحلي الإجمالي (بليون دولار)                      | 75.93 مليار         | 30.26 مليار                                        |
| الناتج المحلي الإجمالي (تعادل القوة الشرائية) بليون دولار | 149.89 مليار        | 49.24 مليار                                        |
| الناتج المحلي الإجمالي الاسمي للفرد دولار أمريكي          | 6.47 ألف            | 14.06 ألف                                          |
| الناتج المحلي الإجمالي للفرد دولار أمريكي                 | 13.26 ألف           | 23.55 ألف                                          |
| مؤشر التنمية البشرية                                      | 0.715               | 0.819                                              |
| رمز المكالمات الدولي                                      | +1809، +1829، +1849 | +371                                               |
| رمز الإنترنت                                              | .do                 | .lv                                                |
| المنطقة الزمنية                                           | 00                  | ت ع م+02:00، ت ع م+03:00، أوروبا/ريغا ‏             |

## منظمات دولية مشتركة
يشترك البلدان في عضوية مجموعة من المنظمات الدولية، منها:
| علم المنظمة | اسم المنظمة                        | تاريخ انضمام جمهورية الدومينيكان | تاريخ انضمام لاتفيا |
| ----------- | ---------------------------------- | -------------------------------- | ------------------- |
|             | المنظمة الهيدروغرافية الدولية      | ?                                | ?                   |
|             | الاتحاد البريدي العالمي            | ?                                | ?                   |
|             | يونسكو                             | 4 نوفمبر 1946                    | 9 يوليو 1951        |
|             | البنك الدولي للإنشاء والتعمير      | 18 سبتمبر 1961                   | 11 أغسطس 1992       |
|             | منظمة التجارة العالمية             | ?                                | 1999                |
|             | وكالة ضمان الاستثمار متعدد الأطراف | 7 مارس 1997                      | 21 أغسطس 1998       |
|             | منظمة الشرطة الجنائية الدولية      | ?                                | ?                   |
|             | مؤسسة التمويل الدولية              | 31 أكتوبر 1961                   | 29 سبتمبر 1993      |
|             | الأمم المتحدة                      | 24 أكتوبر 1945                   | 17 سبتمبر 1991      |
|             | مؤسسة التنمية الدولية              | 16 نوفمبر 1962                   | 11 أغسطس 1992       |
|             | منظمة حظر الأسلحة الكيميائية       | ?                                | ?                   |

## وصلات خارجية
- موقع وزارة الخارجية اللاتفية